# Inhumans (serial telewizyjny)
Inhumans (org.: Marvel’s Inhumans) – amerykański serial fantastycznonaukowy na podstawie komiksów wydawnictwa Marvel Comics opowiadający o fikcyjnej rasie o tej samej nazwie stworzonej przez Stana Lee i Jacka Kirby’ego. Serial ten jest częścią franczyzy Filmowego Uniwersum Marvela.
Produkowany był przez ABC Studios, Marvel Television oraz IMAX Corporation. Showrunnerem i twórcą serialu był Scott Buck. W rolach głównych wystąpili: Anson Mount, Serinda Swan, Ken Leung, Eme Ikwuakor, Isabelle Cornish, Ellen Woglom i Iwan Rheon.
Emisja serialu rozpoczęła się 29 września 2017 roku na kanale ABC, natomiast w Polsce dostępny był w serwisie Showmax od 7 października tego samego roku. Emisja została poprzedzona dwuodcinkową premierą, która miała premierę 1 września tego samego roku w kinach IMAX zarówno w Stanach Zjednoczonych, jak i w Polsce. 11 maja 2018 stacja ABC oficjalnie poinformowała o zakończeniu serialu.

## Obsada

### Główne role
- Anson Mount jako Black Bolt: głowa Królewskiej Rodziny Nieludzi, król Attilan, który posiada zdolność niszczenia głosem[1]. Lofton Shaw zagrał młodszą wersję postaci[2].
- Serinda Swan jako Medusa: żona Black Bolta, królowa Attilan, która posiada zdolność kontrolowania swoich włosów[3]. V.I.P. zagrała młodszą wersję postaci.
- Ken Leung jako Karnak: kuzyn Black Bolta i jego najbliższy doradca[4].
- Eme Ikwuakor jako Gorgon: kuzyn Black Bolta, dowódca wojsk Attilan, który posiada zdolność generowania fal sejsmicznych[5].
- Isabelle Cornish jako Crystal: młodsza siostra Medusy, która umie kontrolować żywioły[5]. Leila Bootsma zagrała młodszą wersję postaci.
- Ellen Woglom jako Louise Fisher: pracownica w Callisto Aerospace Control Center, której pasją jest kosmos i Księżyc[5].
- Iwan Rheon jako Maximus: brat Black Bolta, który jest oddany narodowi Attilan i pragnie przejąć tron[6]. Aidan Fiske zagrał młodszą wersję postaci[2].

### Role drugoplanowe
- Mike Moh jako Triton: kuzyn Black Bolta, który posiada zdolność życia pod wodą[5].
- Sonya Balmores jako Auran: dowódca Królewskiej Straży, która zdradziła Black Bolta[5].
- Ari Dalbert jako Bronaja: syn Loyolisa i Paripan oraz brat Iridii, młody Nieczłowiek, który w wyniku terrigenezy otrzymał zdolność widzenia przyszłości[7].
- Aaron Hendry jako Loyolis: mąż Paripan oraz ojciec Bronaja i Iridii[8]
- Michael Buie jako Agon: poprzedni król Attilan, ojciec Black Bolta i Maximusa, który przypadkowo zostaje zabity przez Black Bolta[9].
- Tanya Clarke jako Rynda: poprzednia królowa Attilan, matka Black Bolta i Maximusa, która przypadkowo zostaje zabita przez Black Bolta[9].
- Ty Quiamboa jako Holo: surfer, który zaprzyjaźnia się z Gorgonem[10].
- Henry Ian Cusick jako Evan Declan: genetyk, który zajmuje się badaniami nad Nieludźmi na Ziemi i współpracuje z Maximusem[11].
- Jamie Gray Hyder jako Jen: Farmerka nielegalnej marihuany, która zakochuje się w Karnaku[2].
- Michael Trotter jako Reno: Farmer nielegalnej marihuany[12].
- Ptolemy Slocum jako Tibor: członek Rady Genetycznej, który zastąpił Kitanga jako jej przewodniczący[12].
- Bridger Zadina jako Mordis: Nieczłowiek, który został uwolniony z więzienia w Attilan przez Maximusa, aby towarzyszyć Auran w schwytaniu Królewskiej Rodziny. Posiada on zdolność niszczenia za pomocą oczu[13].
- Sumire Matsubara jako Locus: Nieczłowiek, która za pomocą emisji głosu jest w stanie zlokalizować inną osobę lub przedmiot, towarzyszyła ona Auran w schwytaniu Królewskiej Rodziny. Została schwytana przez Black Bolta i Medusę[14].
- Krista Alvarez jako Flora: Nieczłowiek posiadająca zdolność komunikacji z roślinami, która towarzyszy Auran w schwytaniu Królewskiej Rodziny[14].
- Olo Alailima jako Sammy: Nieczłowiek żyjący na Ziemi, który ma zdolność wyważania wysokich temperatur i zaprzyjaźnił się z Black Boltem w więzieniu[2].
- Chad Buchanan jako Dave: były chłopak Audrey, który potrącił Lockjawa i zaprzyjaźnia się z Crystal[9].
- Liv Hewson jako Audrey: lekarz weterynarii, była dziewczyna Dave’a[12].

### Role gościnne
- Marco Rodríguez jako Kitang: przewodniczący Rady Genetycznej, który został zabity przez Auran[8].
- Kala Alexander jako Makani: surfer, kolega Holo, który pomaga Gorgonowi.
- Albert Ueligitone jako Pablo: surfer, kolega Holo, który pomaga Gorgonowi.
- Tom Wright jako George Ashland: szef Callisto Aerospace Control Center.
- Andra Nechita jako Iridia: córka Loyolisa i Paripan oraz siostra Bronaja, która w wyniku terrigenezy otrzymuje zdolność latania i skrzydła motyla[8].
- Stephanie Anne Lewis jako Paripan: żona Loyolisa oraz matka Bronaja i Iridii[8].
- Jason Quinn jako Pulsus: członek Królewskiej Straży, który zdradza Black Bolta; zostaje zabity podczas próby złapania Gorgona[14].
- Moses Goods jako Eldrac: Nieczłowiek, który w wyniku terrigenezy został zespolony ze ścianą i służy jako portal.
- Matt Perfetuo jako Sakas: Nieczłowiek posiadający zdolność plucia kwasem, który towarzyszy Auran w schwytaniu Królewskiej Rodziny[14].

Postać Lockjawa, który jest ponad dziewięćset kilogramowym psim towarzyszem Crystal, posiadającym zdolność teleportacji, pojawiła się w serialu.

## Emisja
Emisja serialu rozpoczęła się 29 września 2017 roku na kanale ABC, natomiast w Polsce dostępny jest w serwisie Showmax od 7 października tego samego roku. W Polsce i na świecie premiera wersji kinowej dwóch pierwszych odcinków odbyła się 1 września 2017 roku w kinach IMAX.

### Odcinki
| №  | Nr | Tytuł                                                                                               | Reżyseria        | Scenariusz                    | Premiera (ABC)       | Premiera w Polsce (Showmax) |
| -- | -- | --------------------------------------------------------------------------------------------------- | ---------------- | ----------------------------- | -------------------- | --------------------------- |
| 12 | 12 | Nadchodzą Nieludzie Behold... The Inhumans Ci, którzy chcą nas zniszczyć Those Who Would Destroy Us | Roel Reiné       | Scott Buck                    | 29 września 2017     | 7 października 2017         |
| 3  | 3  | Dziel i rządź Divide and Conquer                                                                    | Chris Fisher     | Rick Cleveland                | 6 października 2017  | 7 października 2017         |
| 4  | 4  | Zróbcie przejście dla... Meduzy Make Way for... Medusa                                              | David Straiton   | Wendy West                    | 13 października 2017 | 14 października 2017        |
| 5  | 5  | Coś nieludzkiego tu nadchodzi Something Inhuman This Way Comes…                                     | Kevin Tancharoen | Scott Reynolds                | 20 października 2017 | 21 października 2017        |
| 6  | 6  | Dżentelmen o imieniu Gorgon The Gentleman’s Name is Gorgon                                          | Neasa Hardiman   | Charles Murray                | 27 października 2017 | 28 października 2017        |
| 7  | 7  | Chaos w odległej krainie Havoc In The Hidden Land                                                   | Chris Fisher     | Quinton Peeples               | 3 listopada 2017     | 4 listopada 2017            |
| 8  | 8  | I wreszcie Black Bolt ...And Finally: Black Bolt                                                    | Billy Gierhart   | Rick Cleveland Scott Reynolds | 10 listopada 2017    | 11 listopada 2017           |

## Produkcja

### Rozwój projektu
Pierwsze wzmianki o produkcji filmu pojawiły się w marcu 2011 roku, jako odpowiedź na serię filmów X-Men, do których prawa filmowe posiada 20th Century Fox. W kwietniu 2012 roku szef Marvel Studios, Kevin Feige, poinformował, że powstanie film. W sierpniu 2014 roku poinformowano, że jest gotowy scenariusz, którego autorem jest Joe Robert Cole. 28 października 2014 roku, podczas MarvelEvent, gdzie przedstawiono skład filmów III Fazy MCU, zapowiedziano film z premierą 2 listopada 2018 roku. Po ogłoszeniu współpracy Marvel Studios z Sony Pictures nad filmem Spider-Man: Homecoming premiera filmu została przesunięta na 12 lipca 2019 roku. W październiku 2015 roku poinformowano, że Cole jednak nie będzie scenarzystą filmu, a jego pomysły wstępne szkice scenariusza nie będą brane pod uwagę. W kwietniu 2016 roku poinformowano, że film ten został odłożony na inny termin. W lipcu 2016 roku, Jed Whedon, jeden z twórców serialu Agenci T.A.R.C.Z.Y. poinformował, że otrzymali zgodę na użycie klasycznych Nieludzi. 
W listopadzie 2016 roku Marvel Television i stacja ABC ogłosili zamówienie serialu z premierą w 2017 roku, który ma być realizowany wspólnie z IMAX Corporation. Poinformowano również, że dwuodcinkowa premiera wyświetlona zostanie w kinach IMAX na całym świecie. Ujawniono też, że nie ma on zastąpić planowanego filmu i nie będzie on spin-offem serialu Agenci T.A.R.C.Z.Y., część jego akcji ma się odbywać na Księżycu.
W grudniu 2016 roku, poinformowano, że twórcą serialu będzie Scott Buck, który wcześniej odpowiadał już za serial Iron Fist. Buck, Jeph Loeb, Jim Chory i Jean Higgins są producentami serialu.  11 maja 2018 stacja ABC oficjalnie poinformowała o zakończeniu serialu.

### Casting
Pod koniec lutego 2017 roku, poinformowano, że Iwan Rheon został obsadzony w roli Maximusa, a Anson Mount jako Black Bolt. Na początku marca tego samego roku ujawniono, że w serialu zagrają również Serinda Swan jako Medusa, Ken Leung jako Karnak, Eme Ikwuakor jako Gorgon, Isabelle Cornish jako Crystal, Mike Moh jako Triton, Sonya Balmores jako Auran i Ellen Woglom w nieujawnionej roli. 

### Zdjęcia
Zdjęcia do produkcji rozpoczęły się 5 marca 2017 roku w Honolulu na Hawajach pod roboczym tytułem Project Next. Zdjęcia studyjne realizowane są w Kalaeloa, w byłej bazie wojskowej Naval Air Station Barbers Point. Dwa pierwsze odcinki nakręcone będą kamerami IMAX, a za ich reżyserię odpowiada Roel Reiné.